# Doddington Hall (Lincolnshire)

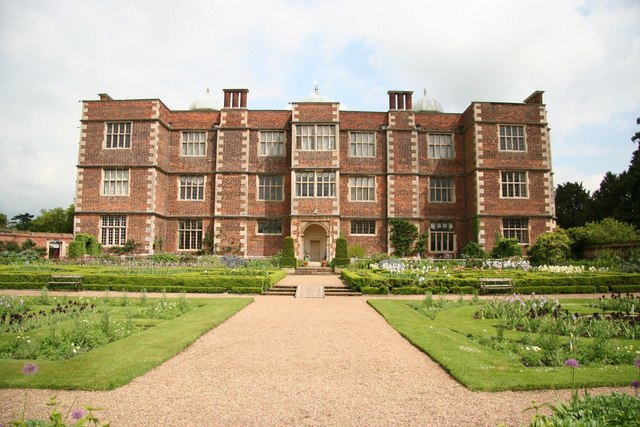
Doddington Hall

Doddington Hall ist ein Herrenhaus im elisabethanischen Stil mit eingefriedeten Höfen und einem Torhaus mit Giebeln. Es liegt im Dorf Doddington westlich der Stadt Lincoln in der englischen Grafschaft Lincolnshire.

## Geschichte
Doddington Hall wurde zwischen 1593 und 1600 von Robert Smythson für Thomas Tailor, den Registrar des Bischofs von Lincoln, gebaut. English Heritage hat das Haus als historisches Gebäude I. Grades gelistet.
Im 12. Jahrhundert gehörte das Herrenhaus von Doddington der Familie Pigot, die es 1450 an Sir Thomas Burgh verkaufte. Danach gelangte es in die Hände von John Savile aus Howley Hall in Leeds.
Im Jahre 1593 verkaufte dieser das Herrenhaus an Thomas Tailor, der es abreißen und das heutige Haus erbauen ließ. Nach seinem Tode erbten sein Sohn und dann seine Enkelin Elisabeth Anton, die mit Sir Edward Hussey aus Honington verheiratet war, das Haus. Deren gemeinsamer Sohn, Sir Thomas Hussey, erbte das Anwesen 1658. Nach seinem Tod 1706 erbten seine drei Töchter zu gleichen Teilen. Mrs Sarah Apreece lebte am längsten von ihnen und vererbte 1749 das Haus an ihre Tochter Rhoda, Gattin von Captain Francis Blake Delaval aus Seaton Delaval Hall in Northumberland. Dann ging das Haus an deren zweiten Sohn, Sir John Hussey-Delaval. Er ließ 1761 von Thomas und William Lumby aus Lincoln einige Verbesserungen am Haus anbringen.  Johns jüngerer Bruder Edward erbte 1808 und seine Tochter, Mrs Sarah Gunman, die ihren Vater 1814 beerbte, gab das Haus ihrerseits 1829 an Lieutenant Colonel George Jarvis weiter. Bei seinem Tod fiel das Anwesen an seinen Vetter, Rev. Robert Eden Cole und befindet sich bis heute in privater Hand. Mitte des 20. Jahrhunderts wurde das Herrenhaus von Laurence Bond und Francis Johnson restauriert.

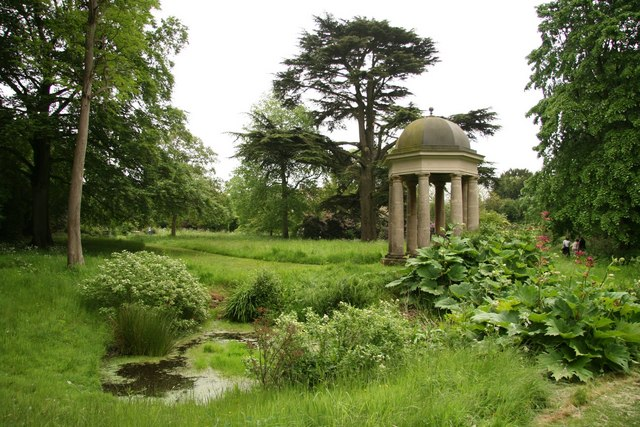
Tempel der Winde

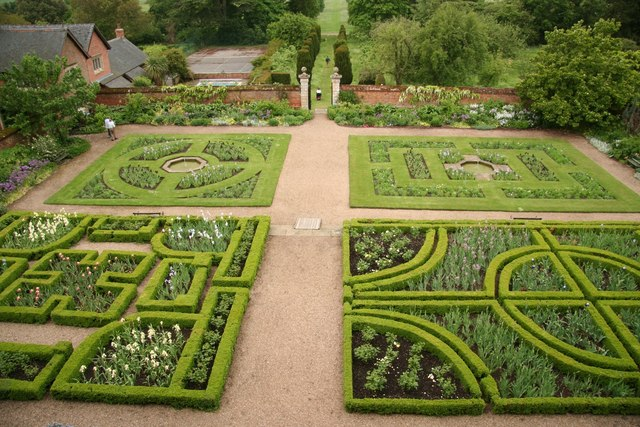
Westlicher Garten

Die Innenausstattung des Herrenhauses, wie Textilien, Keramik, Porzellan, Möbel und Bilder, spiegeln 400 Jahre ungebrochener Familientradition wider. Das Haus ist von 24.000 m² eingefriedeter und wilder Gärten umgeben. Blumen blühen dort von Frühlingsanfang bis zum Herbst.
Herrenhaus und Gärten sind öffentlich zugänglich. Es gibt Einrichtungen für private Besichtigungstouren und Besuche von Schulklassen. Ein von Anthony Jarvis 1973 entworfener Tempel steht im Garten. Sommerkonzerte und gelegentliche Ausstellungen finden in der Langen Galerie statt. Auch andere Geschäfte haben sich auf den Anwesen entwickelt, wie z. B. der Verkauf von Christbäumen und die Ausrichtung von Hochzeiten. Ein Bauernladen verkauft lokale Produkte.

## Die Wandteppiche von Doddington
1762 bedeckte Sir John Hussey-Delaval jeden Quadratzentimeter des Holly-Raumes – sogar die Rückseiten der Türen – mit Wandteppichen, die Szenen des Landlebens zeigen. Diese Wandteppiche wurden in Flandern Anfang des 17. Jahrhunderts hergestellt. Die Wandteppiche von Doddington gelten heute als selten.

## Geister
Daniel Codd behauptet in Haunted Lincolnshire, dass durch Doddington Hall ein Mädchen geistert, die sich von Dach des Herrenhauses stürzte, als sie von einem lüsternen Schildknappen verfolgt wurde: Jeden Herbst schreit ihr Geist angstvoll auf und stürzt vom Dach.